# Sandra Studer
Sandra Studer (ur. 10 lutego 1969 w Zurychu) – szwajcarska prezenterka telewizyjna i piosenkarka. Reprezentantka Szwajcarii w 36. Konkursie Piosenki Eurowizji (1991), współprowadząca 69. Konkursu Piosenki Eurowizji (2025).

## Życiorys
Studer jest córką Szwajcara i Hiszpanki. Wychowywała się Zollikerbergu. Studiowała germanistykę i muzykologię na Uniwersytecie Zuryskim. 
W 1990 z utworem „Lo so” brała udział w szwajcarskich preselekcjach do 35. Konkursu Piosenki Eurowizji w których zajęła ostatnie 8. miejsce.
23 lutego 1991 pod pseudonimem Sandra Simò z utworem „Canzone per te” wygrała szwajcarskie preselekcje, dzięki czemu reprezentowała Szwajcarię w Konkursie Piosenki Eurowizji 1991. 4 maja 1991 wystąpiła jako czwarta w kolejności startowej i zajęła 5. miejsce, zdobywszy 118 punktów. W latach 2002–2012 współprowadziła rozdanie nagród SwissAward.
W 2021 zajęła drugie miejsce w szwajcarskiej odsłonie programu The Masked Singer.
17 maja 2025 była współprowadzącą 69. Konkursu Piosenki Eurowizji w Bazylei. Przed samym konkursem była również sekretarzem szwajcarskiego jury podczas finału szwedzkich eliminacji Melodifestivalen 2025.

## Życie prywatne
Od 1997 jest zamężna z Lukem Müllerem z którym ma czwórkę dzieci.